# Olympische Sommerspiele 1976/Moderner Fünfkampf
Bei den XXI. Olympischen Sommerspielen 1976 in Montreal fanden zwei Wettbewerbe im Modernen Fünfkampf statt.

## Medaillenspiegel
| Platz | Land             | Gold | Silber | Bronze | Gesamt |
| ----- | ---------------- | ---- | ------ | ------ | ------ |
| 1     | Großbritannien   | 1    | –      | –      | 1      |
| 1     | Polen            | 1    | –      | –      | 1      |
| 3     | Tschechoslowakei | –    | 1      | 1      | 2      |
| 4     | Sowjetunion      | –    | 1      | –      | 1      |
| 5     | Ungarn           | –    | –      | 1      | 1      |

## Zeitplan
| Datum    | Sportart                | Wettkampfstätte                      |
| -------- | ----------------------- | ------------------------------------ |
| 18. Juli | Geländeritt             | Centre équestre olympique de Bromont |
| 19. Juli | Degenfechten            | Aréna du CEPSUM                      |
| 20. Juli | Pistolenschießen        | Centre de tir olympique, L’Acadie    |
| 21. Juli | 300 m Freistilschwimmen | Olympic Pool Montreal                |
| 22. Juli | 4000 m Crosslauf        | Olympiastadion                       |

## Ergebnisse

### Einzel
| Platz | Land | Sportler             | Punkte |
| ----- | ---- | -------------------- | ------ |
| 1     | POL  | Janusz Pyciak-Peciak | 5520   |
| 2     | URS  | Pawel Lednjow        | 5485   |
| 3     | TCH  | Jan Bártů            | 5466   |
| 4     | ITA  | Daniele Masala       | 5433   |
| 5     | GBR  | Adrian Parker        | 5433   |
| 6     | USA  | John Fitzgerald      | 5286   |
| 7     | DEN  | Jørn Steffensen      | 5281   |
| 8     | URS  | Boris Mosolow        | 5200   |
| 9     | HUN  | Tamás Kancsal        | 5195   |
| 10    | GBR  | Danny Nightingale    | 5187   |
|       |      |                      |        |
| 14    | FRG  | Walter Esser         | 5094   |
| 30    | FRG  | Gerhard Werner       | 4857   |
| 38    | SUI  | Serge Bindy          | 4663   |
| 41    | FRG  | Wolfgang Köpcke      | 4551   |

Datum: 18. bis 22. Juli 1976

47 Teilnehmer aus 17 Ländern, davon 46 in der Wertung

### Mannschaft
| Platz | Land | Sportler                                                      | Punkte |
| ----- | ---- | ------------------------------------------------------------- | ------ |
| 1     | GBR  | Jeremy Fox, Danny Nightingale, Adrian Parker                  | 15.559 |
| 2     | TCH  | Jiří Adam, Jan Bártů, Bohumil Starnovský                      | 15.451 |
| 3     | HUN  | Tamás Kancsal, Tibor Maracskó, Szvetiszláv Sasics             | 15.395 |
| 4     | POL  | Zbigniew Pacelt, Janusz Pyciak-Peciak, Krzysztof Trybusiewicz | 15.343 |
| 5     | USA  | Michael Burley, John Fitzgerald, Robert Nieman                | 15.285 |
| 6     | ITA  | Pier Paolo Cristofori, Daniele Masala, Mario Medda            | 15.031 |
| 7     | FIN  | Heikki Hulkkonen, Risto Hurme, Jussi Pelli                    | 15.000 |
| 8     | SWE  | Gunnar Jacobson, Bengt Lager, Hans Lager                      | 14.946 |
| 9     | FRA  | Alain Cortes, Michel Gueguen, Claude Guiguet                  | 14.834 |
| 10    | BUL  | Welko Bratanow, Nikolai Nikolow, Stojan Zlatew                | 14.824 |
| 11    | FRG  | Walter Esser, Wolfgang Köpcke, Gerhard Werner                 | 14.429 |
| 12    | JPN  | Akira Kubo, Hiroyuki Kawazoe, Shōji Uchida                    | 14.234 |
| 13    | CAN  | Jack Alexander, John Hawes, George Skene                      | 12.772 |
|       | URS  | Pawel Lednjow, Boris Mosolow, Borys Onyschtschenko            | DSQ    |

Datum: 18. bis 22. Juli 1976

42 Teilnehmer aus 14 Ländern, 13 Teams in der Wertung
Das Team der Sowjetunion wurde disqualifiziert, nachdem Borys Onyschtschenko bei einem Betrugsversuch erwischt worden war. Er hatte seinen Degen so manipuliert, dass er mittels eines kleinen Knopfes an der Waffe den Trefferstromkreis willkürlich schließen konnte. Auf diese Weise schlug die Trefferanzeige auch ohne jede Berührung an.